# Недопекина, Виктория Сергеевна
Виктория Сергеевна Недопекина (Недопёкина) (23 апреля 1994) — российская футболистка.

## Биография
На профессиональном уровне выступала за клуб «Мордовочка». В сезоне 2011/12 играла за резервный состав клуба в молодёжном первенстве, в 2012 году переведена в основной состав. Дебютный матч в высшем дивизионе России сыграла 23 августа 2012 года против «Измайлово», проведя на поле первые 55 минут. Всего в высшей лиге сыграла 4 матча в 2012—2013 годах. Несмотря на то, что включалась в заявку как вратарь, провела 3 из четырёх матчей в высшей лиге и значительную часть игр в молодёжном первенстве на позициях полевых игроков. В единственном матче в роли вратаря в чемпионате России, 24 октября 2013 года против «Измайлово» пропустила 6 голов (0:6).
Вызывалась во второй состав молодёжной сборной России, участница турнира «Кубанская весна-2012».
После завершения профессиональной карьеры выступала на любительском уровне за клуб «Олимп» (Ковылкино).